# Calabazas rellenas
Las calabazas rellenas, kabak dolması, o kusa maḥši (en árabe كوسة محشي «calabaza rellena») es un plato estilo dolma (vegetal relleno) típico de las regiones que formaron el antiguo imperio Otomano, (los Balcanes, Turquía, el Levante mediterráneo y Egipto). Consiste en calabazas o calabacínes rellenos de arroz, y a veces carne picada, cocinados al horno o a la parrilla. 
La versión con carne se sirve caliente como plato principal. La versión vegetariana se considera un entremés y se sirve caliente o tibio.

## Preparación
Se retira el interior de la hortaliza, dejando solo el cuerpo exterior. Para ello se recomienda que las calabazas aun estén un tanto inmaduras, para que se mantenga dura, y que sea de pequeño tamaño. El proceso es similar al punjena paprika (pimientos rellenos) o al sarma (hoja de parra o repollo rellenos).
El punjena tikvice (calabaza rellena) y el punjena paprika (pimientos rellenos) se sirven juntos como plato mixto.

## Terminología

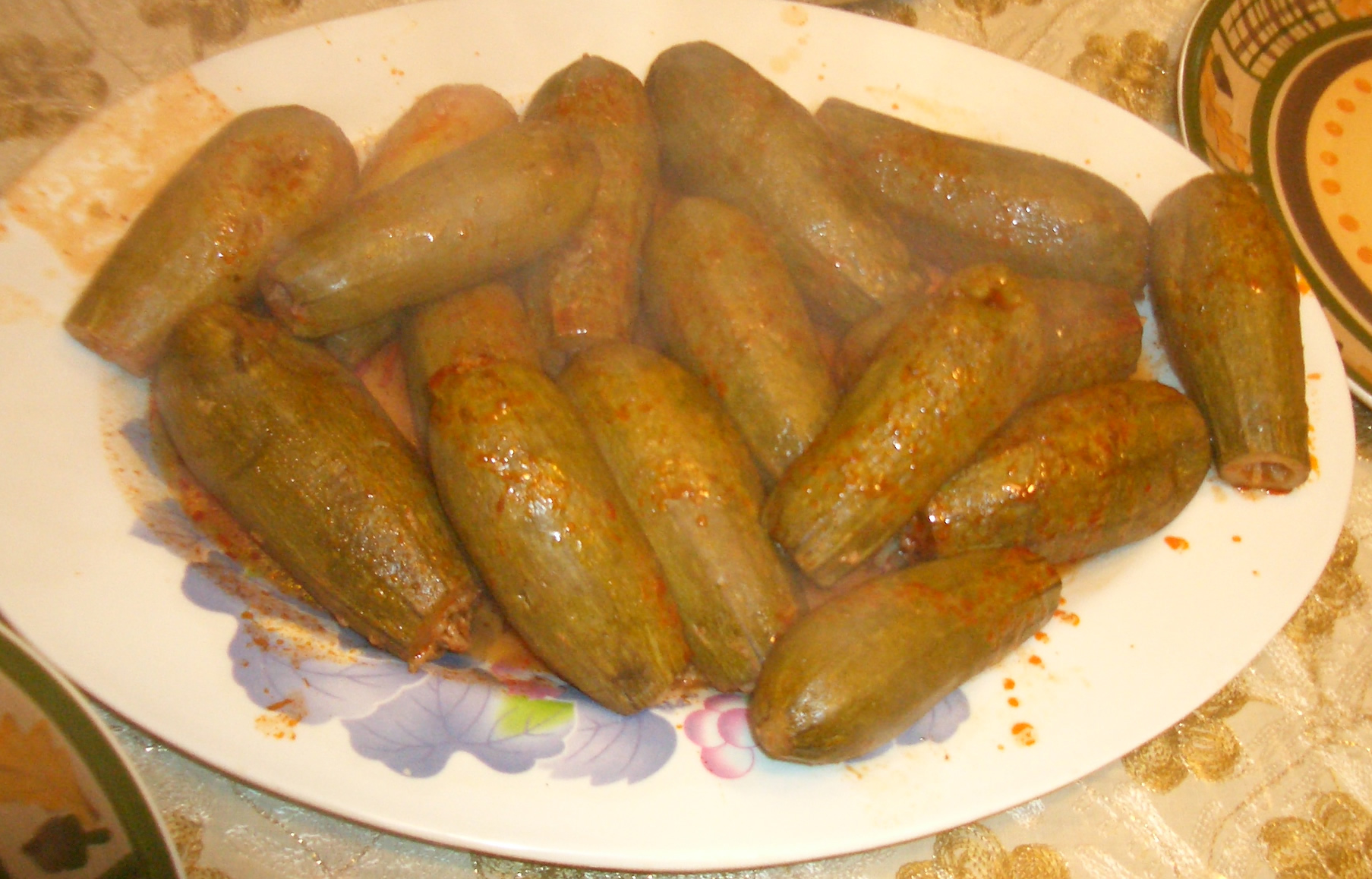
Fuente con varios kusa maḥši.

El nombre de este plato en las varias lenguas significa literalmente «calabaza rellena»: 
- Punjene tikvice (Пуњене тиквице) en serbocroata.
- Kungulleshka të mbushura en albanés.
- Polneti tikvički (Полнети тиквички) en macedonio.
- Pŭlneni tikvichki (Пълнени тиквички) en búlgaro.
- Gemistá kolokythákia (Γεμιστά κολοκυθάκια) en griego.
- Kabak dolması en turco.
- Kusa mahshi (كوسا محشي) en árabe.[3]

## Variantes

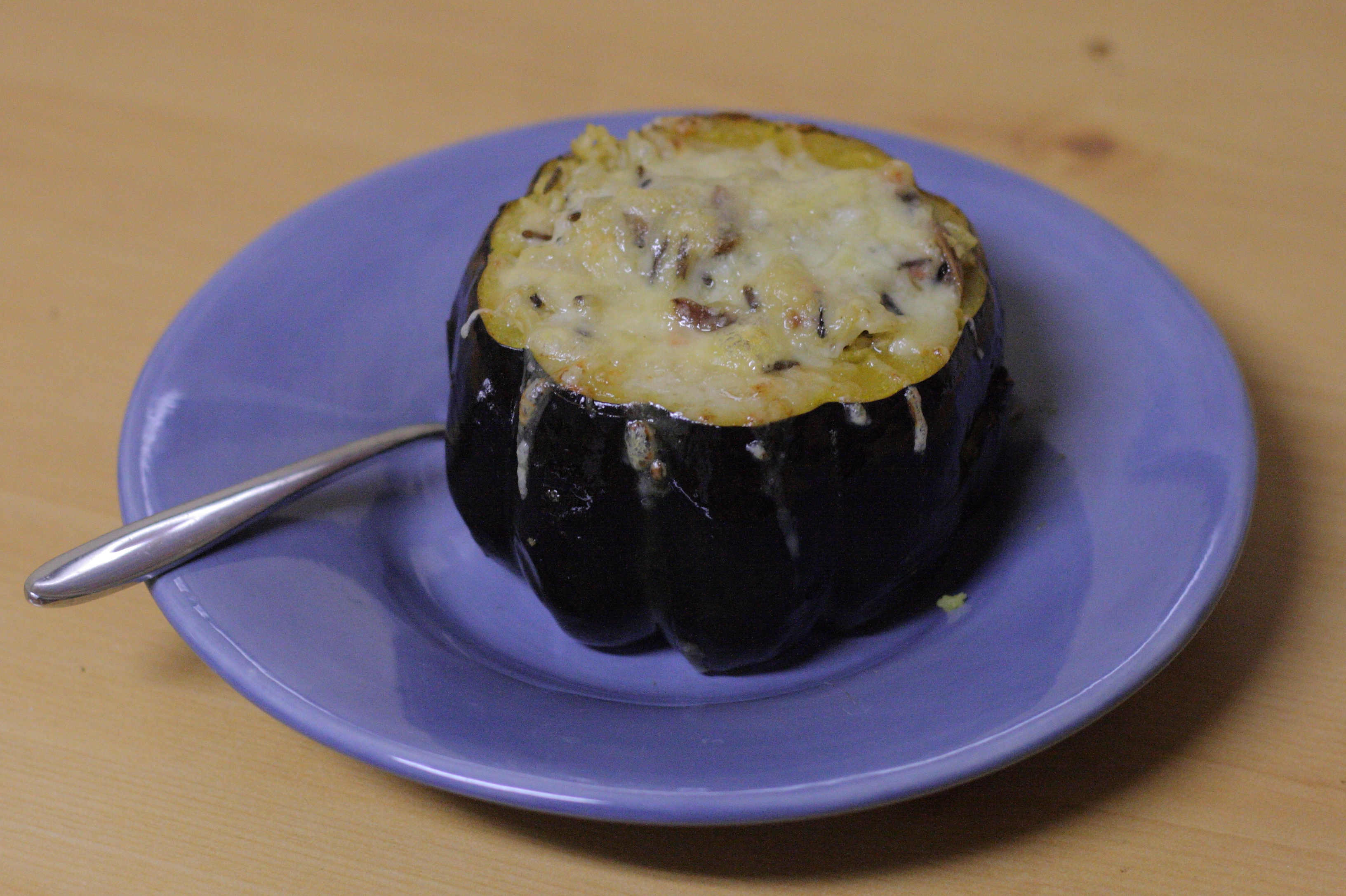
Una calabaza de bellota rellena de arroz pilaf y gratinada con queso.

En el Levante mediterráneo, es decir, Líbano, Siria, Jordania y Palestina, este plato está sazonado con menta y ajo y guisado con salsa de tomate frito. 
En Chipre, es común rellenar también las flores de la calabaza.
En la enciclopedia Cucurbits de Robinson y Decker-Walters (1997, pág. 77) se le denomina cousa a la planta de la calabaza: «Algunos cultivos de verano de calabaza, p. ej. la calabaza (Cucurbita pepo), se consumen casi maduros. En el Oriente Medio, los frutos casi maduros del cousa se rellenan de carne y otros ingredientes, para después ser cocidas».